# Džamalutdin Abdulkadyrov
Džamalutdin Anvarovič Abdulkadyrov (in russo Джамалутдин Анварович Абдулкадыров?; Machačkala, 23 marzo 2005) è un calciatore russo, difensore del CSKA Mosca e della nazionale russa.

## Carriera

### Club
Ha iniziato a giocare a calcio nel settore giovanile della principale squadra della sua città, l'Anži, per poi passare a quello del CSKA Mosca nel 2019; ha esordito in prima squadra il 26 aprile 2025 nell'incontro di prima divisione russa vinto 2-1 contro lo Spartak Mosca.

### Nazionale
Ha giocato con la nazionale russa Under-21.
Il 3 giugno 2025 ha ricevuto la prima convocazione da parte della nazionale maggiore russa e sette giorni dopo ha fatto il suo esordio nell'amichevole vinta 4-1 contro la Bielorussia.

## Statistiche

### Presenze e reti nei club
Statistiche aggiornate al 17 agosto 2025.
| Stagione          | Squadra           | Campionato        | Campionato | Campionato | Coppe nazionali | Coppe nazionali | Coppe nazionali | Coppe continentali | Coppe continentali | Coppe continentali | Altre coppe | Altre coppe | Altre coppe | Totale | Totale | Totale |
| Stagione          | Squadra           | Comp              | Pres       | Reti       | Comp            | Pres            | Reti            | Comp               | Pres               | Reti               | Comp        | Pres        | Reti        | Pres   | Reti   |        |
| ----------------- | ----------------- | ----------------- | ---------- | ---------- | --------------- | --------------- | --------------- | ------------------ | ------------------ | ------------------ | ----------- | ----------- | ----------- | ------ | ------ | ------ |
| apr.-giu.2025     | CSKA Mosca        | PL                | 3          | 0          | CR              | 1               | 0               | -                  | -                  | -                  | -           | -           | -           | 4      | 0      |        |
| 2025-2026         | CSKA Mosca        | PL                | 4          | 0          | CR              | 2               | 0               | -                  | -                  | -                  | SR          | 0           | 0           | 6      | 0      |        |
| Totale CSKA Mosca | Totale CSKA Mosca | Totale CSKA Mosca | 7          | 0          |                 | 3               | 0               |                    | -                  | -                  |             | -           | -           | 10     | 0      |        |
| Totale carriera   | Totale carriera   | Totale carriera   | 7          | 0          |                 | 3               | 0               |                    | -                  | -                  |             | -           | -           | 10     | 0      |        |

### Cronologia presenze e reti in nazionale
| Cronologia completa delle presenze e delle reti in nazionale ― Russia | Cronologia completa delle presenze e delle reti in nazionale ― Russia | Cronologia completa delle presenze e delle reti in nazionale ― Russia | Cronologia completa delle presenze e delle reti in nazionale ― Russia | Cronologia completa delle presenze e delle reti in nazionale ― Russia | Cronologia completa delle presenze e delle reti in nazionale ― Russia | Cronologia completa delle presenze e delle reti in nazionale ― Russia | Cronologia completa delle presenze e delle reti in nazionale ― Russia |
| Data                                                                  | Città                                                                 | In casa                                                               | Risultato                                                             | Ospiti                                                                | Competizione                                                          | Reti                                                                  | Note                                                                  |
| --------------------------------------------------------------------- | --------------------------------------------------------------------- | --------------------------------------------------------------------- | --------------------------------------------------------------------- | --------------------------------------------------------------------- | --------------------------------------------------------------------- | --------------------------------------------------------------------- | --------------------------------------------------------------------- |
| 10-6-2025                                                             | Minsk                                                                 | Bielorussia                                                           | 1 – 4                                                                 | Russia                                                                | Amichevole                                                            | -                                                                     | 46’                                                                   |
| Totale                                                                |                                                                       | Presenze                                                              | 1                                                                     |                                                                       | Reti                                                                  | 0                                                                     |                                                                       |

## Palmarès

### Club

#### Competizioni nazionali
- Coppa di Russia: 1

CSKA Mosca: 2024-2025
- Supercoppa di Russia: 1

CSKA Mosca: 2025